# Nudaria mollis
Nudaria mollis is een vlinder uit de familie van de spinneruilen (Erebidae), uit de onderfamilie van de Arctiinae (Beervlinders). De wetenschappelijke naam van de soort is voor het eerst gepubliceerd in 1894 door Thomas Pennington Lucas.
De soort komt voor in Australië (Queensland).